# Augusto Cristiano di Anhalt-Köthen
Augusto Cristiano Federico di Anhalt-Köthen (Köthen, 18 novembre 1769 – Köthen, 5 maggio 1812) è stato un principe tedesco della dinastia degli Ascanidi.

## Biografia
Augusto Cristiano era figlio del Principe Carlo Giorgio Lebrecht. Egli divenne Maggiore Generale dell'esercito prussiano, seguendo le orme del padre e il 15 maggio 1803 divenne Feldmaresciallo Luogotenente nelle schiere dell'esercito austriaco. Il 31 gennaio 1805 venne nominato Cavaliere dell'Ordine dell'Aquila Nera.
Nel 1793 Augusto Cristiano sposò Federica (1777-1821), figlia del Duca Federico di Nassau-Usingen e della Principessa Luisa di Waldeck.
Il 18 aprile 1806, alleandosi con Napoleone, ottenne che il suo dominio venisse elevato a Ducato ed alla sua morte, nel 1812, questo fu il titolo che trasmise al nipote Luigi Augusto, figlio di suo fratello minore Ludovico e della principessa Luisa d'Assia, che gli succedette.

## Ascendenza
|                                                               |                                                                 |                                                             | Genitori                                     |  |  | Nonni |  |  | Bisnonni                                    |  |  | Trisnonni                          |  |
|                                                               |                                                                 |                                                             |                                              |  |  |       |  |  | Emanuel Lebrecht, principe di Anhalt-Köthen |  |  | Emanuel, principe di Anhalt-Köthen |  |
|                                                               |                                                                 |                                                             |                                              |  |  |       |  |  | Emanuel Lebrecht, principe di Anhalt-Köthen |  |  | Emanuel, principe di Anhalt-Köthen |  |
|                                                               |                                                                 | Anna Eleonore zu Stolberg-Wernigerode                       |                                              |  |  |       |  |  | Emanuel Lebrecht, principe di Anhalt-Köthen |  |  |                                    |  |
| August Ludwig, principe di Anhalt-Köthen                      |                                                                 |                                                             |                                              |  |  |       |  |  | Emanuel Lebrecht, principe di Anhalt-Köthen |  |  |                                    |  |
|                                                               |                                                                 | Gisela Agnes von Rath                                       | Balthasar Wilhelm von Rath                   |  |  |       |  |  |                                             |  |  |                                    |  |
|                                                               |                                                                 | Gisela Agnes von Rath                                       | Balthasar Wilhelm von Rath                   |  |  |       |  |  |                                             |  |  |                                    |  |
|                                                               |                                                                 | Gisela Agnes von Rath                                       | Magdalene Dorothee von Wuthenau              |  |  |       |  |  |                                             |  |  |                                    |  |
| Karl Georg Lebrecht, principe di Anhalt-Köthen                |                                                                 | Gisela Agnes von Rath                                       |                                              |  |  |       |  |  |                                             |  |  |                                    |  |
|                                                               |                                                                 | Erdmann II, principe di Promnitz-Pless                      | Balthasar Erdmann, conte di Promnitz-Pless   |  |  |       |  |  |                                             |  |  |                                    |  |
|                                                               |                                                                 | Erdmann II, principe di Promnitz-Pless                      | Balthasar Erdmann, conte di Promnitz-Pless   |  |  |       |  |  |                                             |  |  |                                    |  |
|                                                               |                                                                 | Erdmann II, principe di Promnitz-Pless                      | Emilie Agnes Reuß zu Schleiz                 |  |  |       |  |  |                                             |  |  |                                    |  |
| Emilie von Promnitz-Pless                                     |                                                                 | Erdmann II, principe di Promnitz-Pless                      |                                              |  |  |       |  |  |                                             |  |  |                                    |  |
|                                                               |                                                                 | Anna Marie von Sachsen-Weissenfels                          | Johann Adolf I, duca di Sassonia-Weissenfels |  |  |       |  |  |                                             |  |  |                                    |  |
|                                                               |                                                                 | Anna Marie von Sachsen-Weissenfels                          | Johann Adolf I, duca di Sassonia-Weissenfels |  |  |       |  |  |                                             |  |  |                                    |  |
|                                                               |                                                                 | Anna Marie von Sachsen-Weissenfels                          | Johanna Magdalena von Sachsen-Altenburg      |  |  |       |  |  |                                             |  |  |                                    |  |
| August Christian, duca di Anhalt-Köthen                       |                                                                 | Anna Marie von Sachsen-Weissenfels                          |                                              |  |  |       |  |  |                                             |  |  |                                    |  |
|                                                               | Philipp Ernst, duca di Schleswig-Holstein-Sonderburg-Glücksburg | Christian, duca di Schleswig-Holstein-Sonderburg-Glücksburg |                                              |  |  |       |  |  |                                             |  |  |                                    |  |
|                                                               | Philipp Ernst, duca di Schleswig-Holstein-Sonderburg-Glücksburg | Christian, duca di Schleswig-Holstein-Sonderburg-Glücksburg |                                              |  |  |       |  |  |                                             |  |  |                                    |  |
|                                                               | Philipp Ernst, duca di Schleswig-Holstein-Sonderburg-Glücksburg | Agnes Hedwig von Schleswig-Holstein-Sonderburg-Plön         |                                              |  |  |       |  |  |                                             |  |  |                                    |  |
| Friedrich, duca di Schleswig-Holstein-Sonderburg-Glücksburg   | Philipp Ernst, duca di Schleswig-Holstein-Sonderburg-Glücksburg |                                                             |                                              |  |  |       |  |  |                                             |  |  |                                    |  |
|                                                               |                                                                 | Christine von Sachsen-Eisenberg                             | Christian, duca di Sassonia-Eisenberg        |  |  |       |  |  |                                             |  |  |                                    |  |
|                                                               |                                                                 | Christine von Sachsen-Eisenberg                             | Christian, duca di Sassonia-Eisenberg        |  |  |       |  |  |                                             |  |  |                                    |  |
|                                                               |                                                                 | Christine von Sachsen-Eisenberg                             | Christiane von Sachsen-Merseburg             |  |  |       |  |  |                                             |  |  |                                    |  |
| Louise Charlotte von Schleswig-Holstein-Sonderburg-Glücksburg |                                                                 | Christine von Sachsen-Eisenberg                             |                                              |  |  |       |  |  |                                             |  |  |                                    |  |
|                                                               |                                                                 | Simon Henrich Adolph, conte di Lippe-Detmold                | Friedrich Adolf, conte di Lippe-Detmold      |  |  |       |  |  |                                             |  |  |                                    |  |
|                                                               |                                                                 | Simon Henrich Adolph, conte di Lippe-Detmold                | Friedrich Adolf, conte di Lippe-Detmold      |  |  |       |  |  |                                             |  |  |                                    |  |
|                                                               |                                                                 | Simon Henrich Adolph, conte di Lippe-Detmold                | Joanna Elisabeth von Nassau-Schaumburg       |  |  |       |  |  |                                             |  |  |                                    |  |
| Henriette Auguste zur Lippe-Detmold                           |                                                                 | Simon Henrich Adolph, conte di Lippe-Detmold                |                                              |  |  |       |  |  |                                             |  |  |                                    |  |
|                                                               |                                                                 | Johannette Wilhelmine von Nassau-Idstein                    | Georg August, conte di Nassau-Idstein        |  |  |       |  |  |                                             |  |  |                                    |  |
|                                                               |                                                                 | Johannette Wilhelmine von Nassau-Idstein                    | Georg August, conte di Nassau-Idstein        |  |  |       |  |  |                                             |  |  |                                    |  |
|                                                               |                                                                 | Johannette Wilhelmine von Nassau-Idstein                    | Henriette Dorothea von Oettingen-Oettingen   |  |  |       |  |  |                                             |  |  |                                    |  |
|                                                               |                                                                 | Johannette Wilhelmine von Nassau-Idstein                    |                                              |  |  |       |  |  |                                             |  |  |                                    |  |